# Crayon Shin-chan: Bakauma! B-kyū Gourmet Survival!!
Crayon Shin-chan: bakauma！ B-kyū gurume sabaibaru!! (クレヨンしんちゃん: バカうまっ！ Ｂ級グルメサバイバル！！ Kureyon Shinchan: bakauma！ B-kyū gurume sabaibaru) là một bộ phim anime Nhật Bản 2013. Đây là phim thứ 21dựa trên manga và anime hài Crayon Shin-chan. Phim của đạo diễn  Hashimoto Masakazu.  Phim được công chiếu ở các rạp ở Nhật Bản vào ngày 20 tháng 4 năm 2013 in Japan. Phim sản xuất bởi Shin-Ei Animation. Phim cũng được phát  sóng ở Ấn Độ trên kênh  Hungama TV vào ngày 19 tháng 7 năm 2014 với tên gọi Shin Chan in Very Very Tasty Tasty.

## Nội dung
Trong câu chuyện, Shin và các thành viên Nhóm Phòng thủ Kasukabe được cho là phải đến Lễ hội Gourmet hạng B. Ngay sau đó, một người bí ẩn yêu cầu Shin giao nước sốt cho lễ hội hóa trang. Nhưng thứ nước sốt đó là thứ nước sốt huyền thoại duy nhất có thể cứu được người sành ăn hạng B, nó sẽ bị xóa sổ nếu rơi vào tay ác nhân, và chỉ còn lại người sành ăn hạng A. Liệu cậu bé mẫu giáo tinh nghịch Shin và những người bạn của mình có thực sự có thể mang nước sốt đến lễ hội hóa trang một cách an toàn và cứu vãn nền ẩm thực hạng B của thế giới?  (LƯU Ý: Liên quan đến người sành ăn, từ tiếng Nhật "bakauma バ カ う ま っ" là một từ lóng có nghĩa là "rất ngon". Trong ngữ cảnh này, nó không có nghĩa là "con ngựa ngu ngốc".)

## Phân vai
- Akiko Yajima - Nohara Shinosuke
- Mari Mashiba - Kazama Tooru / Shiro
- Tamao Hayashi - Sakurada Nene
- Mie Suzuki - Sato Masao
- Chie Sato - Suzuki Bo
- Keiji Fujiwara - Nohara Hiroshi
- Miki Narahashi - Nohara Misae
- Satomi Kōrogi - Nohara Himawari

## Nhân vật
- Sauce no Ken (ソースの健?): là một đầu bếp nổi tiếng với món mì xào, được biết đến như là chủ tịch hiệp hội "món ăn đường phố". Khá là lúng túng trước phái nữ.
- Ginger Beniko (Sauce no Beniko) (しょうがの紅子?): là người yêu của Sauce no Ken, rất sợ làm vỡ hay làm mất chiếc bình nước sốt trứ danh.
- Yoshida Kenkou (吉田 兼好?): là một chuyên gia ẩm thực và là tổ tiên của Sauce no Ken sống dưới thời Kamakura (1192-1333), đã tình cờ sáng chế ra một thứ nước sốt cực kì thơm ngon từ thảo mộc thiên nhiên.
- Gourmet Poy (グルメッポーイ?): là kẻ muốn dẹp bỏ ẩm thực đường phố, thay vào đó là các nhà hàng hạng sang.
- Caviar (キャビア?): là một mĩ nữ người Nga, một trong tam đại ẩm thực gia toàn thế giới, cực mê món trứng cá muối (caviar) và thậm ghét Mayonnaise.
- Truffle (トリュフ?): là một gã đàn ông điệu đà với tình yêu nấm cục, thứ được mệnh danh là "kim cương của nhà bếp". Dị ứng với những trò hạ cấp.
- Piggy (ピギー?): là một cô lợn thông minh tuyệt đối trung thành của Truffle, với chiếc mũi siêu thính, có thể phân biệt hàng ngàn mùi vị khác nhau.
- FoieGras Nishiki (横綱フォアグラ錦?): là một trong tam đại ẩm thực gia toàn thế giới, mê gan ngỗng vỗ béo (Foie Gras) đến độ bản thân cũng sắp biến thành ngỗng vỗ béo.

## Bài hát chủ đề

### Mở đầu
Tên: Kimi ni 100 Percent (Warner Music Japan) 

Ca sĩ: Kyary Pamyu Pamyu

### Lồng trong phim
Tên: Song of Yakisoba ~sauce is love~ (やきそばの歌 〜ソース is love〜) 

Ca sĩ: Arakawa Toshiyuki

### Kết thúc
Tên: RPG (Toys Factory Japan) 

Ca sĩ/Nhóm nhạc: SEKAI NO OWARI

## Phát hành DVD
Ngày phát hành DVD và Blu-ray phim ở Nhật Bản là 8 tháng 11 năm 2013.